# Where the Sun Goes (Redfoo)
Where the Sun Goes è una canzone scritta e prodotta dal cantante, cantautore Redfoo con la collaborazione di Stevie Wonder.

## Video
Il video ufficiale è stato pubblicato su YouTube il 5 Agosto 2015. Il video ha oltre 10 milioni di visualizzazioni.